# Peter Schneider (Politiker, 1958)
Peter Schneider (* 27. Juli 1958 in Riedlingen) ist ein baden-württembergischer Politiker der CDU.

## Leben
Peter Schneider besuchte die Grundschule in Zwiefalten und das Gymnasium in Riedlingen. Nach dem Abitur studierte er Rechtswissenschaft in Freiburg und Tübingen. Nach seinem zweiten Staatsexamen war er von 1986 bis 1988 Dezernent beim Landratsamt Sigmaringen. Von 1988 bis 1992 war er persönlicher Referent des baden-württembergischen Innenministers Dietmar Schlee.

## Politische Karriere
Schneider trat im Jahr 1976 in die CDU ein. Er war von 1992 bis 2006 Landrat des Landkreises Biberach. Von 2001 bis 2016 war er als direkt gewählter Abgeordneter des Landtagswahlkreises Biberach Mitglied des Landtags von Baden-Württemberg. Bei der Landtagswahl 2016 trat er nicht mehr an. Vom 1. Mai 2006 bis zum 30. April 2024 war er Präsident des Sparkassenverbands Baden-Württemberg. Ihm folgte Matthias Neth nach.

## Familie
Peter Schneider ist seit 1978 verheiratet und hat zwei Söhne.

## Mitgliedschaften
Peter Schneider ist seit dem 1. Juni 2006 Mitglied des Verwaltungsrates der DekaBank Deutsche Girozentrale.

## Ehrenämter
- Kreisvorsitzender des Deutschen Roten Kreuzes Kreisverband Biberach
- Stv. Vorsitzender und Schatzmeister des Freundeskreises des Museums zur Geschichte von Christen und Juden in Laupheim
- Vorsitzender Förderverein Musikfestspiele „Schwäbischer Frühling“ in Ochsenhausen
- Präsident des Kuratoriums der Gesellschaft Oberschwaben für Geschichte und Kultur e. V. in Sigmaringen[2]
- Seit 2019 Vorsitzender der Gesellschaft zur Förderung des Landesmuseums Württemberg[3][4]